# Cap des Pinar
Cap des Pinar är en udde i Spanien.   Den ligger i regionen Balearerna, i den östra delen av landet, 600 km öster om huvudstaden Madrid.
Terrängen inåt land är lite kuperad. Havet är nära Cap des Pinar åt nordost.  Närmaste större samhälle är Alcúdia, 8,1 km sydväst om Cap des Pinar. 